# Maison Sibra et Dunyach
La maison Sibra et Dunyach est une maison située à Castelnaudary, en France.

## Localisation
La maison est située sur la commune de Castelnaudary, dans le département français de l'Aude.

## Historique
L'édifice est inscrit au titre des monuments historiques en 1948.